# Ioánnis Amanatídis (homme politique)
Pour les articles homonymes, voir Ioánnis Amanatídis.
Ioánnis Amanatídis (en grec Γιάννης Αμανατίδης), né le 2 juin 1961 à Kilkís en Grèce, est un homme politique grec.

## Biographie
Aux élections législatives grecques de janvier 2015, il est élu député au Parlement grec sur la liste de la SYRIZA dans la première circonscription de Thessalonique.